# Włodzimierz Kozłowski (historyk)
Włodzimierz Kozłowski (ur. 5 marca 1944 w Łodzi, zm. 24 stycznia 2017 tamże) – polski historyk, profesor dr hab. nauk humanistycznych o specjalności historia wojskowości polskiej XX w., historia współczesna Polski.
W 1967 ukończył studia historyczne na Uniwersytecie Łódzkim. Doktorat obronił w 1976, a habilitację w 1993. Tytuł naukowy profesora uzyskał w 2010.
Specjalizował się w historii wojskowości polskiej XX wieku, biografistyce oraz historii współczesnej Polski. W latach 1999–2014 pełnił funkcję kierownika Katedry Historii Polski Współczesnej w Instytucie Historii Uniwersytetu Łódzkiego.
Żona – Urszula (zm. 2016), córka – Aleksandra (doktor historii, kustosz dyplomowany)

## Ważniejsze publikacje
- Obrona środkowej Narwi i Biebrzy w 1939 roku, Acta Universitatis Lodziensis. Folia Historica 5, Łódź 1981, ISSN 0208-6050.
- Wyzwolenie Ziemi Łódzkiej: styczeń 1945, Łódź 1980, ISBN 83-218-0063-7, współautor Kazimierz Badziak.
- Artyleria polskich formacji wojskowych podczas I wojny światowej [praca habilitacyjna], Łódź 1993, ISBN 83-7016-697-0.
- Generalski konterfekt: biografia zbiorowa dowódców częstochowskiej 7 Dywizji Piechoty 1921–1939, Łódź 2007, ISBN 83-88679-56-2.
- 10. Dywizja Piechoty w wojnie 1939 roku, Pruszków 2016, ISBN 978-83-62046-81-2, współautor Witold Jarno.